# Fond de indici
Un fond de indici, cunoscut și sub denumirile mai puțin precise de fond indexat sau fond index, este un tip de fond de investiții, fie mutual, fie tranzacționat pe bursă (ETF), care vizează replicarea performanței unui indice bursier specific. Regulile de construire a unui fond de indici determină tipul de companii eligibile pentru fond. Cel mai cunoscut dintre fondurile indexate – «Vanguard 500 Index Fund», - operează pe baza indicelui S&P 500.

## Istorie
Pe data de 24 mai 1967 Richard Allenn Beach a fondat compania Qualidex, Fund, Inc. În octombrie 1970, compania a fost anunțată ca fond bazat pe indicele Dow Jones 30 (DJI 30). Înregistrarea corespunzătoare a fost primită la 31 iulie 1972. A fost primul fond de indici.

## Beneficii
Din punct de vedere al investitorului, principalul avantaj al fondurilor indexate este simplitatea maximă a strategiei, una dintre consecințele căreia sunt costurile minime de management. Taxele tipice variază de la 0,1 % pentru companiile mari din SUA până la 0,7 % pentru piețele emergente. În medie, un fond mutual administrat activ percepe un comision de 1,15 %. De asemenea, majoritatea investitorilor le este deficil să depășească indicele S&P 500.
O astfel de strategie investițională implică automat diversificarea portofoliului, întrucât un investitor, cumpărând un indice, deține o mică participație la toate companiile incluse în indice.

## Dezavantajele
Principalul dezavantaj al fondurilor indexate este urmărirea automată oarbă a pieței, drept urmare investitorul devine extrem de vulnerabil la bulele pieței.
Dacă regurile de calcul ale indicelui sunt configurate incorect, este posibil ca indicele să crească, chiar dacă companiile incluse în indice sunt în general în scădere. În acest caz, persoanele care au investit în indice pot pierde. În medie, pentru toate fondurile indexate, eroarea în calcului indicelui conține 38 de puncte de bază.
Datorită cererii crescute pentru un fond de indici, o companie adăugată la un indice popular poate avea un șoc al cererii, iar o companie scoasă dintr-un indice similar poate avea un șoc de ofertă, iar acest lucru modifică prețul.